# Mathilda May
Pour les articles homonymes, voir May.
Karin Haïm, dite Mathilda May, est une actrice et metteuse en scène française, née le 8 février 1965 à Saint-Ouen (Seine).
Danseuse de formation, elle fait ses débuts au cinéma en 1984.

## Biographie
Karin Haïm est la fille du dramaturge Victor Haïm, d'origine gréco-turque[à développer] et sépharade, et de Margareta Hanson, professeure de ballet et chorégraphe suédoise, parents qu'elle qualifie de « mélange de races, du grand n'importe quoi ». À 8 ans, elle annonce à ses parents qu’elle n’aime pas son prénom. Avec leur soutien, elle entame des procédures pour faire modifier son prénom pour Mathilde ; sa mère accepte. Plus tard, un producteur lui donnera le pseudonyme de Mathilda May. Ses parents divorcent alors qu'elle a 12 ans et sa sœur cadette 5 ans.
Après avoir été acceptée au stage de trois mois de l'Opéra Garnier, elle passe un concours interne à l'issue duquel les dix meilleures jeunes danseuses sont sélectionnées, et échoue. L'année suivante, elle devient élève du Conservatoire de Paris dans la classe de danse classique de Christiane Vaussard et quatre ans plus tard, à 16 ans, elle obtient le premier prix. Elle ressent cependant un certain ennui dans cette profession.
Par curiosité, elle se rend à 18 ans à une audition pour le film Nemo, où l'on cherche « une blonde qui parle anglais ». Bien qu'elle ne soit ni blonde ni bilingue (elle est depuis devenue quadrilingue), elle est pourtant acceptée. Le producteur de Nemo, Claude Nedjar, invite ses parents à un dîner, où il leur déclare : « Haïm, ce n’est pas un nom de famille pour faire carrière. J’ai pensé à May ». Ses parents acquiescent. Ses parents lui révèleront plus tard qu'Haïm n'est pas son vrai nom de famille mais le deuxième prénom de son grand-père, Joseph Haïm Lévy. Ce patronyme avait été délaissé au profit de Haïm, nom de plume de son père, lors de la déclaration de naissance.
Elle se fait ensuite remarquer en apparaissant dans Les Rois du gag, puis dans le film de science-fiction britannique Lifeforce, l'Étoile du mal (1985), où elle interprète une vampire extraterrestre. En France, on la remarque dans Le Cri du hibou (1987) réalisé par Claude Chabrol et Trois places pour le 26 (1988) réalisé par Jacques Demy et dont elle partage la vedette avec Yves Montand. Ce dernier film est cependant un échec commercial.
En 1989, elle remporte le prix Romy-Schneider, récompensant une jeune espoir du cinéma francophone.
L'actrice apparaît ensuite dans des coproductions internationales comme Naked Tango (1991), ou Devenir Colette (1991) puis dans le polar Toutes peines confondues de Michel Deville où elle donne la réplique à Patrick Bruel. Isabelle Eberhardt, dont elle tient le rôle principal, passe inaperçu. Elle continue néanmoins sa carrière sur le grand et le petit écran, et débute au théâtre en 1994. En 1997, on la voit dans le film américain Le Chacal avec Richard Gere et Bruce Willis. Par la suite, moins présente au cinéma, elle continue d'apparaître régulièrement à la télévision. En 2008-2010, elle se produit sur les planches avec Pascal Légitimus, dans la pièce Plus si affinités.
Mathilda May entame une carrière de metteure en scène dans les années 2010, notamment au théâtre du Rond-Point à Paris où son spectacle Le Banquet lui vaut le Molière du metteur en scène dans un spectacle de théâtre public en 2019.

### Vie privée
Sa sœur est l'actrice Judith Réval.
Mathilda May a été mariée et divorcée deux fois :
- une première fois avec le musicien Paul Powell[8] (1991-1993) ;
- une deuxième fois avec le compositeur Philippe Kelly[8].

Elle a vécu avec l'acteur Gérard Darmon entre 1994 et 1999 ; ils ont deux enfants ensemble.
Elle fut durant quelques mois la compagne de l'homme d'affaires marocain Richard Attias, avant qu'il ne la quitte pour vivre sa romance avec sa maîtresse d'alors, Cécilia Sarkozy, ancienne épouse du président de la République Nicolas Sarkozy.
Depuis 2020, Mathilda May est en relation amoureuse avec le rappeur Sly Johnson, ex-membre du groupe Saïan Supa Crew, dont elle est également la metteure en scène. En 2021, elle officialise sa relation avec lui. Le couple annonce  sur Instagram s'être marié en décembre 2022,.

## Filmographie

### Cinéma
- 1984 : Nemo, d'Arnaud Sélignac : Alice
- 1985 : Les Rois du gag, de Claude Zidi : Alexandra
- 1985 : Lifeforce, l'Étoile du mal (Lifeforce), de Tobe Hooper : La vampire extraterrestre
- 1987 : La Vie dissolue de Gérard Floque, de Georges Lautner : Pauline
- 1987 : Le Cri du hibou, de Claude Chabrol : Juliette
- 1988 : La Passerelle, de Jean-Claude Sussfeld : Cora Elbaz
- 1988 : Trois places pour le 26, de Jacques Demy : Marion
- 1991 : Naked Tango, de Leonard Schrader (en) : Alba/Stéphanie
- 1991 : Cerro Torre, le cri de la roche (Cerro Torre: Schrei aus Stein), de Werner Herzog : Katharina
- 1991 : Devenir Colette, de Danny Huston : Sidonie Gabrielle Colette
- 1992 : Toutes peines confondues, de Michel Deville : Jeanne Gardella
- 1992 : Isabelle Eberhardt, de Ian Pringle : Isabelle Eberhardt
- 1994 : Le Voleur et la menteuse, de Paul Boujenah : Suzanne Henson (la menteuse)
- 1994 : Grosse Fatigue, de Michel Blanc : Mathilda May
- 1994 : La Lune et le Téton (La teta y la luna), de Bigas Luna : Estrellita
- 1995 : Pocahontas, une légende indienne, des studios Disney : Pocahontas (voix parlée de la version française)
- 1996 : Remake, Rome ville ouverte (Celluloide) de Carlo Lizzani
- 1997 : Le Chacal (The Jackal), de Michael Caton-Jones : Isabella Zanconia
- 1999 : Entrevue, de Marie-Pierre Huster (court-métrage) : Alix
- 2000 : Là-bas... mon pays, d'Alexandre Arcady : Nelly Azera
- 2004 : Love Express, d'Elena Hazanov : Anne-Charlotte
- 2007 : New Délire d'Éric Le Roch : Fanny (voix)
- 2007 : La Fille coupée en deux de Claude Chabrol : Capucine Jamet
- 2012 : Les Infidèles de Jean Dujardin et Gilles Lellouche : Ariane
- 2018 : Ralph 2.0, des studios Disney : Pocahontas (voix parlée de la version française)
- 2019 : Je ne rêve que de vous de Laurent Heynemann : Cora Madou
- 2021 : Le Chemin du bonheur de Nicolas Steil : Sarah Glücksmann

### Télévision
- 1986 : Les Louves (Letters to an Unknown Lover), de Peter Duffell : Agnès
- 1986 : Un jour viendra (Se un giorno busserai alla mia porta)[14], de Luigi Perelli : Claudia Bandini
- 1987 : Le Secret du Sahara (Il segreto del Sahara)[14], d'Alberto Negrin : Myriam
- 1987 : Les voleurs de lumière de Jean Sagols : Laura
- 1988 : L'Heure Simenon[14] : Edmée
- 1988 : Piazza Navona[14] : Jeanne/Juliette
- 1995 : The Whipping Boy[15], de Sydney Macartney : Betsy
- 1996 : La Ferme du crocodile[15], de Didier Albert : Sandrine Jaussier
- 1996 : Noces cruelles[15], de Bertrand Van Effenterre : Sandra
- 1998 : Rien d'autre que l'amour (Only Love)[15], de John Erman : Silvia Rinaldi
- 2001 : Les Redoutables[14], de Pierre Jamin : une femme militante
- 2001 : De toute urgence[15], de Philippe Triboit : Julie
- 2001 : Caméra café[14] : la femme du patron
- 2002 : Fabio Montale[14], de José Pinheiro - épisode : Chourmo (mini-série télévisée) : Hélène Pessayre
- 2002 : Perlasca[15], d'Alberto Negrin : comtesse Eleonara
- 2003 : Soyez prudents...[14], de Lionel Gédébé
- 2003 : Soraya[15], de Lodovico Gasparini : Chams
- 2005 : L'Homme pressé[15], de Sébastien Grall : Irène Debord
- 2005 : L'Homme qui voulait passer à la télé[15], d'Amar Arhab, Pascal Légitimus et Fabrice Michelin
- 2005 : Les Rois maudits, de Josée Dayan, seulement doublage vocal francophone d'une actrice italienne : Clémence de Hongrie
- 2009 : Pour une nuit d'amour de Gérard Jourd'hui : Thérèse de Marsanne
- 2010 : membre du jury dans l'émission de Laurent Ruquier, On n'demande qu'à en rire avec Pascal Légitimus et Paul Wermus le 8 septembre 2010
- 2011 : Les Nuits d'Alice, de William Crepin : Angélique
- 2011 : Une vie française[15] de Jean-Pierre Sinapi : Anna Blick
- 2012 : Clash série en 6 épisodes de Pascal Lahmani : Laure Rossignol
- 2013 : La Croisière série en 6 épisodes de Pascal Lahmani
- 2013 : Délit de fuite de Thierry Binisti : Cécile
- 2014 : Crossing Lines, épisode 9, saison 2 : Audrey St Marie
- 2015 : On se retrouvera (téléfilm TF1) de Joyce Buñuel: capitaine Hélène Janson
- 2016 : Mystère à l'Opéra de Léa Fazer : Éva Fontaine
- 2018 : Access (série C8) : Valérie Couderq
- 2020 : Coup de foudre à Bangkok de Chris Briant : Sandrine Lafore
- 2024 : Le Daron de Frank Bellocq : Coco
- 2025 : La belle et le boulanger d'Hervé Mimran

## Théâtre

### Actrice
- 1994 : Le Retour d'Harold Pinter, mise en scène Bernard Murat, Théâtre de l'Atelier
- 2008 à 2010 : Plus si affinités de et par Mathilda May et Pascal Légitimus, mise en scène Gil Galliot, Le Splendid, 2008 ; Casino de Paris, 2009 ; Théâtre du Gymnase, 2010 ; Olympia 2010
- 2010 : L'Illuminé (théâtre-cinéma) de Marc Hollogne
- 2012 : L'Enterrement (Festen... la suite), de Thomas Vinterberg et Mogens Rukovmise, mise en scène par Daniel Benoin, Théâtre National de Nice, Théâtre des Célestins, Théâtre du Rond-Point
- 2019 : La Guerre des Rose de Warren Adler, mise en scène Grégory Barco, tournée
- 2023: Make Up, de Mathilda May (auteure et metteure en scène), première au Théâtre Marigny

### Auteure et metteure en scène
- 2013-2015 : Open Space, Théâtre Jean-Vilar, Théâtre du Rond-Point, Théâtre de Paris
- 2016: cinquième édition du festival « Le Paris des femmes » Théâtre des Mathurins , Paris 8e,
- 2018 : Le Banquet, théâtre du Rond-Point
- 2019 : Monsieur X, théâtre de l'Atelier
- 2023: Make Up, Théâtre Marigny + tournée 2023 / 2024

Mise en lecture et mise en espace des pièces courtes : 
- « Mardi c'est le jour du poulet », d'Alma Brami, avec Dedeine Volk-Leonovitch
- « Comment tu écris le carnage », de Claire Castillon, avec Valérie Zarrouk
- « Ouverture », de Léonore Confino avec Thierry Frémont, Olivier Fallez, Diana Laszlo

## Discographie
- 1992 : Mathilda May, CD 12 titres (Columbia) produit par Mathilda May et Paul Powell
- 1992 : If You Miss / Mister X, CD single de deux titres (Columbia)[16] extraits du CD Mathilda May

## Publications
- 2007 : Personne ne le saura : roman, Paris, Flammarion, 2007, 427 p. (ISBN 978-2-08-068459-2)
- 2018 : V.O., Plon  (ISBN 978-2259264327)

## Jeu vidéo
- 1996 : Privateer 2: The Darkening : Melissa Kathryn Banks

## Distinctions

### Récompenses
- César 1988 : César du meilleur espoir féminin pour Le Cri du hibou
- Prix Romy-Schneider 1989
- Molières 2019 : Molière du metteur en scène dans un spectacle de théâtre public pour Le Banquet

## Hommages
En 1989, Mathilda May est l'héroïne du clip de Marc Lavoine C'est la vie, entièrement réalisé en dessin animé.
En 1992, Mathilda May fait l'objet d'une chanson du groupe Les Musclés.